# NGC 3444
NGC 3444 is een spiraalvormig sterrenstelsel in het sterrenbeeld Leeuw. Het hemelobject werd op 25 maart 1865 ontdekt door de Duitse astronoom Albert Marth.

## Synoniemen
- UGC 6004
- ZWG 66.55
- FGC 1148
- PGC 32670